# Sundar Pichai
Pichai Sundararajan, plus connu sous le nom de Sundar Pichai, né à Madurai en Inde le 12 juillet 1972, est un dirigeant d'entreprise indo-américain, président-directeur général de Google depuis le 10 août 2015 à la suite de la restructuration de Google et la création de la société Alphabet. Le 4 décembre 2019, les fondateurs lui cèdent l'entière direction opérationnelle du groupe.

## Biographie

### Jeunesse
Sundar Pichai est diplômé en 1993 de l'Institut indien de technologie de Kharagpur, où il étudie le fonctionnement et l'ingénierie des ressources primaires tels que le sels d'aluminium. Il obtient ensuite un master en engineering and materials à l'université Stanford, et un MBA à la Wharton School de l'université de Pennsylvanie. 

### Carrière
Il travaille pour le constructeur de semi-conducteurs Applied Materials, et en tant que consultant en management pour McKinsey.
Il rejoint Google en 2004 en tant que vice-président pour le management produit, et dirige iGoogle, Google Toolbar, Google Desktop Search, Google Gadgets, Google Pack et Gears. En 2011, il est nommé senior vice president de Chrome et G Suite, et supervise à ce titre le développement de Chrome, Chrome OS, Gmail, Calendar, Docs et Drive.
En mars 2013, il est nommé à la direction d'Android à la place d'Andy Rubin, en plus de ses responsabilités antérieures.
Le 10 août 2015, il devient PDG de Google à la suite de la restructuration de l'entreprise et la création de la société-mère Alphabet.
En août 2017, il rend public le licenciement d'un employé de Google qui avait rédigé un manifeste de dix pages critiquant la politique de l'entreprise en matière de diversité et affirmant que « la répartition des capacités des hommes et des femmes diffère en partie en raison de causes biologiques et… ces différences peuvent expliquer pourquoi nous ne voyons pas une représentation égale des femmes dans la technologie et le commandement. ». Tout en notant que le manifeste soulève certaines questions ouvertes au débat, il déclare dans une note aux employés de Google que « Suggérer qu'un groupe de nos collègues possède des caractéristiques qui les rendent moins biologiquement adaptés à ce travail est offensant et inacceptable. ».
En décembre 2019, Sundar Pichai est devenu PDG d'Alphabet Inc.
En avril 2024, après que 28 employés de Google ont été licenciés pour avoir manifesté contre le Projet Nimbus, Sundar Pichai a déclaré que le bureau n'était pas un lieu « pour se battre sur des questions perturbatrices ou débattre de politique », et a mis en garde contre l'utilisation de l'entreprise « comme plate-forme personnelle ».
En janvier 2025, Sundar Pichai était l'un des nombreux dirigeants technologiques les plus puissants au monde à assister à l'investiture du président américain Donald Trump en 2025.

### Vie privée
Sundar Pichai est marié avec Anjali Pichai, née Haryani. Il est père d'un garçon et d'une fille. Il est de confession hindoue.